# Aphelinus paoliellae
Aphelinus paoliellae är en stekelart som beskrevs av Gennaro Viggiani 1987. Aphelinus paoliellae ingår i släktet Aphelinus och familjen växtlussteklar. Inga underarter finns listade i Catalogue of Life.